# فرض كفاية
فرض الكفاية في الفقه الإسلامي أحد الأحكام الشرعية. وتعريفه في علم أصول الفقه هو: «كل أمر مهم يقصد في الشرع تحصيله على جهة الإلزام، من غير تعيين فاعله» وفي علم فروع الفقه هو: المفروض شرعا من غير تعيين فاعله، فيثاب فاعله، وإذا تركه الجميع أثموا، وإذا فعله البعض كفى. ويسمى فرض كفاية لأن فعل البعض يكفي لحصول المقصود.

## تعريف فرض الكفاية
فرض الكفاية في الفقه الإسلامي هو الفرض الذي إذا أدته فئة (كافية لصحته) من المسلمين سقط عن الباقي، وأما إن لم يؤده العدد الكافي من المسلمين فإنه يأثم كل من تخلف عنه ممن علموا به ولم يكن لتخلفهم عذر.
ومن أمثلة الفرض الكفاية يكــون في بعض الصـلوات مثل صـلاة العيدين وصلاة الكسوف وصلاة الجنائز والأمر بالمعروف والنهي عن المنكر لقوله تعالى:﴿وَلْتَكُنْ مِنْكُمْ أُمَّةٌ يَدْعُونَ إِلَى الْخَيْرِ وَيَأْمُرُونَ بِالْمَعْرُوفِ وَيَنْهَوْنَ عَنِ الْمُنْكَرِ﴾ [آل عمران:104]، وايضا تعلم الحرف مثل (الحدادة والنجارة وغيرها) يعتبر من -فرض الكفاية- لأنه لا يجب على الكل تعلم حرفة واحدة.

## أقسام فرض الكفایة
ما لابد منه للناس في إقامة دینهم من العلوم الشرعية:
كحفظ القرآن الكريم والأحاديث الشريفة، وتعلم الفقه وأصوله والنحو واللغة، ومعرفة رواة الحديث وأحوالهم والإجماع والخلاف.
ما لابد للناس منه في إقامة دنياهم
كتعلم الطب والحساب والحرف والصناعات، وكل ما لا تقوم الدنيا بدونه، ومعلوم أن الذي لا یستطیع أن یقیم دنياه لا یستطیع أن یقیم دینه، فتعلم العلوم الشرعية يحتاج إلى المال الذي ینفق منه علیه، وكذلك الجهاد يحتاج إلى، المال للإنفاق على الجیوش وسد الثغور.

## تعيين فرض الكفاية
الناظر في فرض الكفایة يجد أن له طريقين لتعینه:
الطریق الأول: الشروع في فرض الكفایة
إذا كان الخروج من فروض الكفایة بعد الشروع فیها یترتب علیه ضررا غير متحمل یعود بالسوء على الأمة كلها دون إمكانية تداركه وجب إتمامه ویصير فرض عين، كالجهاد فهو فرض كفایة، لكن بعد التلبس به یتعين على من شرع فیه إتمامه للخطر الذى يحدق بالأمة من عدم إتمامه، قال تعالى:﴿يَا أَيُّهَا الَّذِينَ آمَنُوا إِذَا لَقِيتُمُ الَّذِينَ كَفَرُوا زَحْفًا فَلَا تُوَلُّوهُمُ الْأَدْبَارَ ۝١٥﴾ [الأنفال:15]، وكذلك إتمام صلاة الجنازة بعد الشروع فیها، وغير ذلك
وإذا كان الخروج من فرض الكفایة وعدم إتمامه لا یترتب علیه ضررا أو یترتب علیه ضررا يمكن تداركه فلا یلزم بالشروع فیه، كطلب العلم الشرعي، فإنه فرض كفایة والرجوع عنه بعد الولوج فیه لا یترتب علیه كبير ضرر، وكذلك احتراف الحرف والصنائع.
الطریق الثاني: تعیين الإمام
أعطى الشارع الإمام الأعظم صلاحيات وسلطات تمكنه من استحداث ما یراه مناسبا لتحقيق مصالح العباد الموافقة أساسا لمقصود الشارع، ومن ذلك أن یأمر الإمام واحدا من الرعیة بفعل شيء هو في الأساس من المطلوبات الكفائیة، لكن یرى الإمام صلاحية هذا المأمور لهذا الفعل فیأمره به فیتعين علیه، فلو أن الإمام أمر شخصا بتجهیز میت تعين علیه ولیس له استنابة غيره.

## الفرق بين فرض الكفاية وفرض العين
ويتميز فرض العين عن الكفاية ـ بأن فرض العين ـ هو الذي طلب الشرع حصوله من كل عين، أي واحد من المكلفين، كالصلاة والصوم والزكاة وغير ذلك، أو من عين مخصوصة كالنبي ﷺ فيما فرض عليه دون أمته.
- فرض العين يثاب فاعله وينال الاجر والثواب العظيم، وتاركه يحاسب على تركه لها.
- فرض العين لا يمكن أن يتحول إلى فرض كفايه، ولكن فرض الكفاية يمكنه أن يتحول إلى فرض عين مثال ذلك: الأمر بالمعروف والنهي عن المنكر مثلا إذا رأيت إنسانا يرتكب معصية وكان لا بد من نهيه ولا يوجد مع ذلك الشخص إلا أنت فبذلك يتحول فرض الكفاية إلى فرض عين عليك.